# Baresd (Őraljaboldogfalva község)

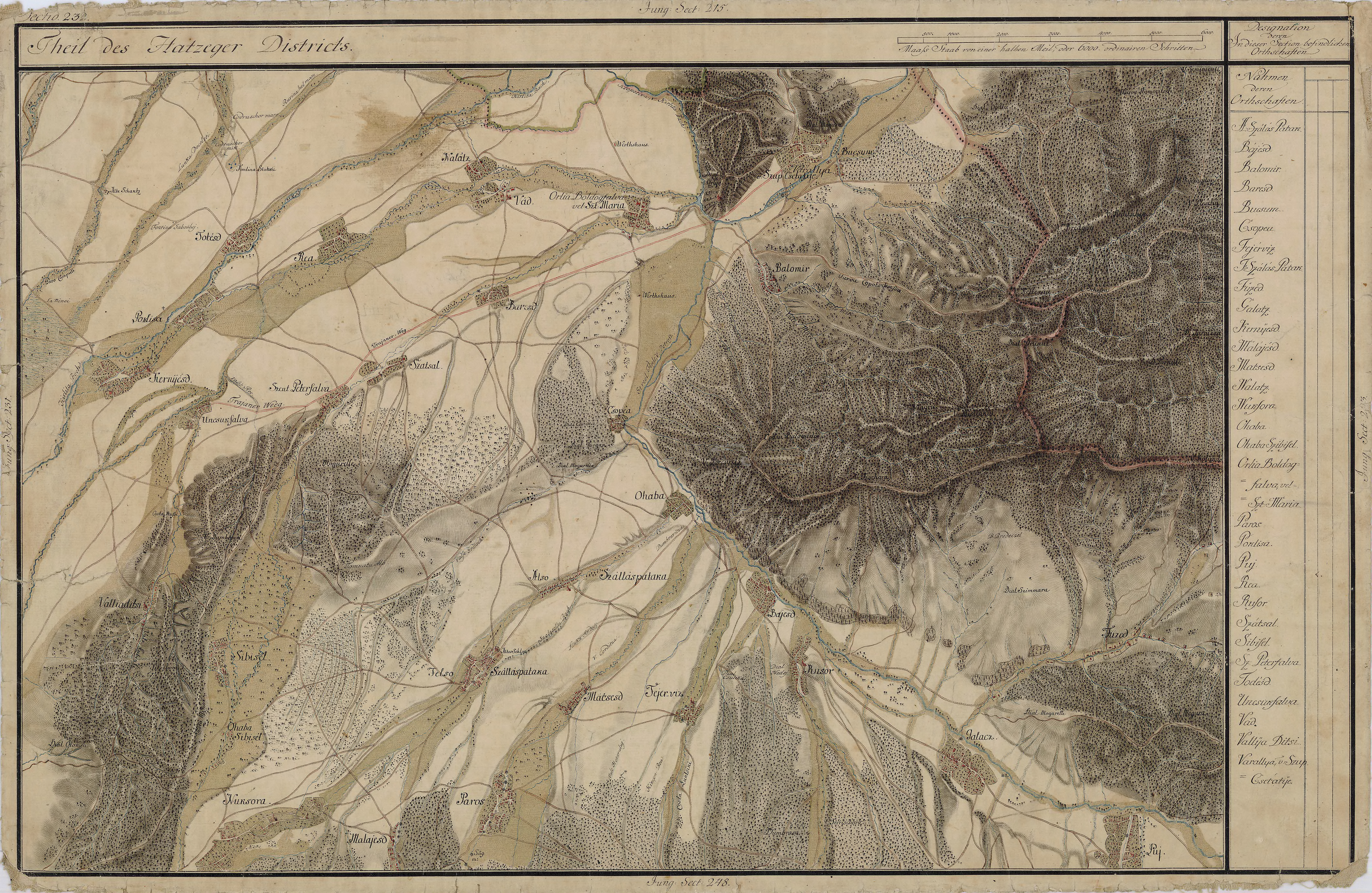
Baresd egy régi térképen

Baresd (románul: Bărăștii Hațegului) falu Romániában, Erdélyben, Hunyad megyében, Őraljaboldogfalva községben.

## Fekvése
Illyétől északkeletre fekvő település.

## Története
Baresd nevét 1482-ben és 1518-ban p. Baresth néven említette először oklevél. 1484-ben és 1485-ben p. Borresth, 1499 p. Baresd, 1861-ben Báresd, 1861-ben Báresd, 1913-ban Baresd néven írták.
1519-ben a barancskaiak birtoka, kiktől a Werbicziekhez került vétel és zálog címén.
A trianoni békeszerződés előtt Hunyad vármegye Marosillyei járásához tartozott.

## Nevezetességek
19. századi fatemploma a romániai műemlékek jegyzékében a HD-II-m-B-03248 sorszámon szerepel.